# Отписани (филм)
Отписани је југословенски ратни филм, снимљен у продукцији Телевизије Београд 1974. Филм прати две авантуре младих илегалаца у окупираном Београду за време Другог светског рата. Направљен је због велике популарности истоимене серије и представља спој прве две епизоде.
Филм је режирао, Александар Аца Ђорђевић, а сценарио су написали Драган Марковић и Синиша Павић.

## Кратак садржај
На вест да је Адолф Хитлер напао Совјетски Савез, група младих скојеваца одлучује да формира илегалну групу да би се супротставили Вермахту. Прво морају да ослободе чланицу штаба из главне болнице коју је Гестапо ухапсио, а у другом да дигну у ваздух немачку гаражу.

## Улоге
| Глумац                  | Улога                |
| ----------------------- | -------------------- |
| Драган Николић          | Прле                 |
| Војислав Брајовић       | Тихи                 |
| Предраг Манојловић      | Паја Бакшиш          |
| Владан Холец            | Миле                 |
| Чедомир Петровић        | Зрики                |
| Раде Марковић           | Милан                |
| Слободан Алигрудић      | Скале                |
| Драгомир Фелба          | Стрико               |
| Војислав Мирић          | Др. Борић            |
| Рудолф Улрих            | пуковник Милер       |
| Стево Жигон             | мајор Кригер         |
| Душан Перковић          | Никола               |
| Василије Пантелић       | Крста Мишић          |
| Жарко Радић             | Бобан                |
| Радмила Теодоровић      | Лили                 |
| Јелена Чворовић         | Нина                 |
| Драган Максимовић       | Симке                |
| Александар Берчек       | Чиби                 |
| Љубица Ковић            | Ивана                |
| Миливоје Томић          | Књиговезац           |
| Миодраг Милованов       | Инжењер Бабић        |
| Мирко Буловић           | Морнар               |
| Иво Јакшић              | Нинин очух           |
| Никола Јовановић        | Франк                |
| Цане Фирауновић         | Кениг                |
| Радмила Гутеша          | Елза                 |
| Мелита Бихали           | Фолксдојчерка        |
| Иван Бекјарев           | Цане Курбла          |
| Вељко Маринковић        | Агент                |
| Душан Вујиновић         | агент Лимар (Ђока)   |
| Предраг Милинковић      | Гојко                |
| Љубомир Ћипранић        | Жандар 1             |
| Стеван Миња             | Жандар 2             |
| Ирина Новић             | Болничарка           |
| Драгољуб Петровић       | Лекар                |
| Соња Ђурђевић           | Болесница са дететом |
| Драгомир Станојевић     | Вођа патроле 1       |
| Александар Митић        | Вођа патроле 2       |
| Божидар Пајкић          | Старац               |
| Драгољуб Јовановић      | Портир у болници     |
| Драгослав Радоичић Бели | Немачки стражар      |
| Бата Камени             | Немачки војник       |
| Слободан Стојановић     |                      |
| Мида Стевановић         | Зоран                |
| Мира Динуловић          | Лела                 |
| Богосава Никшић         | Прлетова мајка       |
| Нада Петричевић         | Женска               |
| Страхиња Мојић          | Агент                |